# Carl Petersen (Politiker)
Carl Petersen (Geburtsname: Karl Pedersen; * 1. Mai 1894 in Gundsølille; † 21. Mai 1984) war ein dänischer Politiker der Sozialdemokraten (Socialdemokraterne), der unter anderem von 1935 bis 1966 Mitglied des Parlaments (Folketing) und 1945, von 1947 bis 1950 sowie zwischen 1953 und 1955 Minister für öffentliche Arbeiten war. Er fungierte zudem 1950 kurzzeitig als Landwirtschaftsminister sowie von 1955 bis 1957 als Innenminister.

## Leben

### Mitglied des Folketing
Carl Petersen, Sohn des Arbeiters Jens Michael Petersen und dessen Ehefrau Karen Kristjansdatter, absolvierte nach dem Schulbesuch eine Berufsausbildung in der Landwirtschaft und war nach deren Abschluss zwischen 1916 und 1922 als Landarbeiter und Arbeiter tätig, ehe er 1922 eine staatliche Farm gemäß dem Gesetz von 1919 übernahm. Er begann seine politische Laufbahn für die Sozialdemokraten (Socialdemokraterne) in der Kommunalpolitik und war zunächst von 1921 bis 1934 Mitglied des Gemeinderates (Sogneråd) von Ågerup-Kirkerup. Bei der Landstingswahl 1932 kandidierte er 1932 im Wahlkreis Store Heddingekredsen ohne Erfolg für ein Mandat im Parlament und wurde daraufhin 1933 Mitglied des Arbeitslosenrates des Sozialministeriums sowie 1934 Mitglied des Steuerrates im Roskilde Amt, dessen stellvertretender Vorsitzender er bis 1945 war. Zugleich war er 1934 Vorsitzender des Landverbesserungsausschusses des Amtes Roskilde.
Am 22. Oktober 1935 wurde Petersen für die Sozialdemokraten erstmals Mitglied des Parlaments (Folketing)und vertrat in diesem bis zum 22. November 1966 den Wahlkreis Præstø Amtskreds. Er engagierte sich daneben 1937 als Vorsitzender der Genossenschaftlichen Häusler-Vereinigung (De samvirkende Husmandsforeninger) im Københavns Amt sowie als Mitglied des Hauptvorstandes der Genossenschaftlichen Häusler-Verbände von Seeland (De samvirkende Sjællandske Husmandsforeninger) von zwischen 1938 und 1948 als Mitglied des Rates (Amtsråd) von Roskilde. 1938 wurde er außerdem Vorsitzender des Kreis- und Stadtkrankenhauses Roskilde.

### Minister und Vorsitzender der Sozialdemokratischen Fraktion im Folketing
Nach dem Ende der deutschen Besetzung Dänemarks im Zweiten Weltkrieg wurde er am 5. Mai 1945 in der Regierung Buhl II erstmals Minister für öffentliche Arbeiten (Minister for offentlige arbejder) und bekleidete dieses Amt bis zum 7. November 1945. Im Anschluss war er von 1945 bis 1947 Mitglied des Finanzausschusses des Parlaments, ehe er am 13. November 1947 in der Regierung Hedtoft I wieder das Amt als Minister für öffentliche Arbeiten übernahm. Er bekleidete dieses bis zum 16. September 1950 und wurde daraufhin von Frede Nielsen abgelöst. Er selbst löste bei dieser Umbildung der Regierung am 16. September 1950 Kristen Bording als Landwirtschaftsminister (Landbrugsminister) ab und übte diese Funktion bis zum 30. Oktober 1950 aus.
Petersen, der zwischen 1952 und 1953 Mitglied des Obersten Steuergerichtshofes (Landsskatteretten) war, wurde am 30. September 1953 in der Regierung Hedtoft II erneut Minister für öffentliche Arbeiten. Nach dem Tode von Ministerpräsident Hans Hedtoft am 29. Januar 1955 bekleidete er das Amt vom 29. Januar 1955 bis zu seiner Ablösung durch Kai Lindberg am 30. August 1955 auch in der Regierung Hansen I. Er selbst wiederum übernahm bei der Regierungsumbildung vom 30. August 1955 von Johannes Kjærbøl das Amt als Innenminister (Indenrigsminister) und bekleidete dieses bis zum 28. Mai 1957.
Nach seinem Ausscheiden aus der Regierung wurde Carl Petersen 1957 zunächst Mitglied des Finanzausschusses, dessen Vorsitzender er von 1959 bis 1966 war. Zugleich war er von 1957 bis 1966 Mitglied des Vertreterausschusses der Dänischen Nationalbank (Danmarks Nationalbank) und wurde 1957 außerdem Mitglied der Staatshaushaltskommission 1957 und des Ausschusses der Verwaltungskommission für den Staatshaushalt und die Rechnungsführung. Darüber hinaus fungierte er 1958 als Vorsitzender des Getreideausschusses (Kornnævnet). 1960 übernahm er im Folketing die Funktion als Vorsitzender der Fraktion (Formand for folketingsgruppen) der Sozialdemokraten und bekleidete diese ebenfalls bis 1966. Des Weiteren war er von 1960 bis 1966 Mitglied des Außenpolitischen Rates (Det Udenrigspolitiske Nævn) sowie Vertreter des Folketing im Nordischen Rat.